# Aeschi bei Spiez
Aeschi bei Spiez je obec v okrese Frutigen-Niedersimmental v kantonu Bern ve Švýcarsku. Žije zde přibližně 2 200 obyvatel.

## Geografie
Aeschi leží jižně od Spiezu na pravém břehu Kanderu naproti Niesenu na hřebeni, který se mírně zvedá směrem k Morgenberghornu v nadmořské výšce asi 850 m (v centru obce). Thunské jezero leží asi 2 km severovýchodně od Aeschi. Místní část Aeschiried leží mírně nad obcí.
Z rozlohy obce necelých 31 km² tvoří 645 ha lesy.

## Historie

Letecký snímek (1956)

Název Aeschi vychází ze základní starohornoněmecké formy ascahi (jasanový háj) a označuje místo, kde se ve velkém množství vyskytují jasany. V roce 1228 se psalo jako Assches nebo Ashes, v roce 1361 jako Esse, v roce 1453 jako Eschy. Postupem času se vyvinul název Aeschi, který se používá od 16. století.
Na rané osídlení, včetně alpských oblastí, ukazují hroby (lokality Niederdorf, Greber-, Latreienalp) a jednotlivé nálezy (Heustrich, Rengglipass), částečně z doby laténské. Roku 933 kostel v Aeschi obdaroval Rudolf ze Strättligenu, král Neuburgundů. Ve 13. století bylo Aeschi centrem rozsáhlé farnosti (kostel připomínaný v roce 1228 pod patrociniem svatého Petra), k níž patřily také Krattigen a Reichenbach, a patřilo k mülenenskému panství pánů z Kien (později z Wädenswilu, vom Turnu a dalších). V roce 1352 přešla spolu s bernskými dvory pod správu bernského rychtáře, nejprve v Mülenenu, od přelomu 15. a 16. století pak ve Frutigenu. Církevní právo připadlo bernské katedrále. Kromě svobodných sedláků se v 15. století v Aeschi nacházely i podřízené statky a nezdaněné ministeriální statky. Aeschi mělo vlastní pozemkové právo, které bylo kodifikováno v roce 1469 a zrušeno až v roce 1835. V roce 1513 si nechalo potvrdit staré právo azylu fary a ještě v roce 1520 založilo Jakubské bratrstvo. V roce 1528 zavedl Bern násilím reformaci a v roce 1529 oddělil Reichenbach jako samostatnou farnost.
Hlavním zaměstnáním byl chov dobytka v údolí a na alpských pastvinách (Latreien-, Steinalp zmiňován v roce 1342) a obchod s dobytkem (jarmark pro velký dobytek a ovce zmiňován v roce 1641). V 19. století trpělo obyvatelstvo hospodářskou stagnací, kterou se podařilo překonat až postupně s pomocí turistického ruchu: od roku 1855 se Bad Heustrich proslavil jako lázně; v roce 1901 byl napojen na pozdější Lötschberskou trať. Od roku 1864 se v Aeschi rozvíjelo hotelnictví, zejména od rozšíření silniční sítě k Thunskému jezeru a do Mülenenu (k železniční stanici). Roku 1904 bylo v obci zavedeno elektrické pouliční osvětlení a roku 1910 v penzionu Baumgarten pobývá několik týdnů německý anarchista a básník Erich Mühsam. Koncem 60. let 20. století se rozrostla výstavba rekreačních bytů v obci.

## Obyvatelstvo

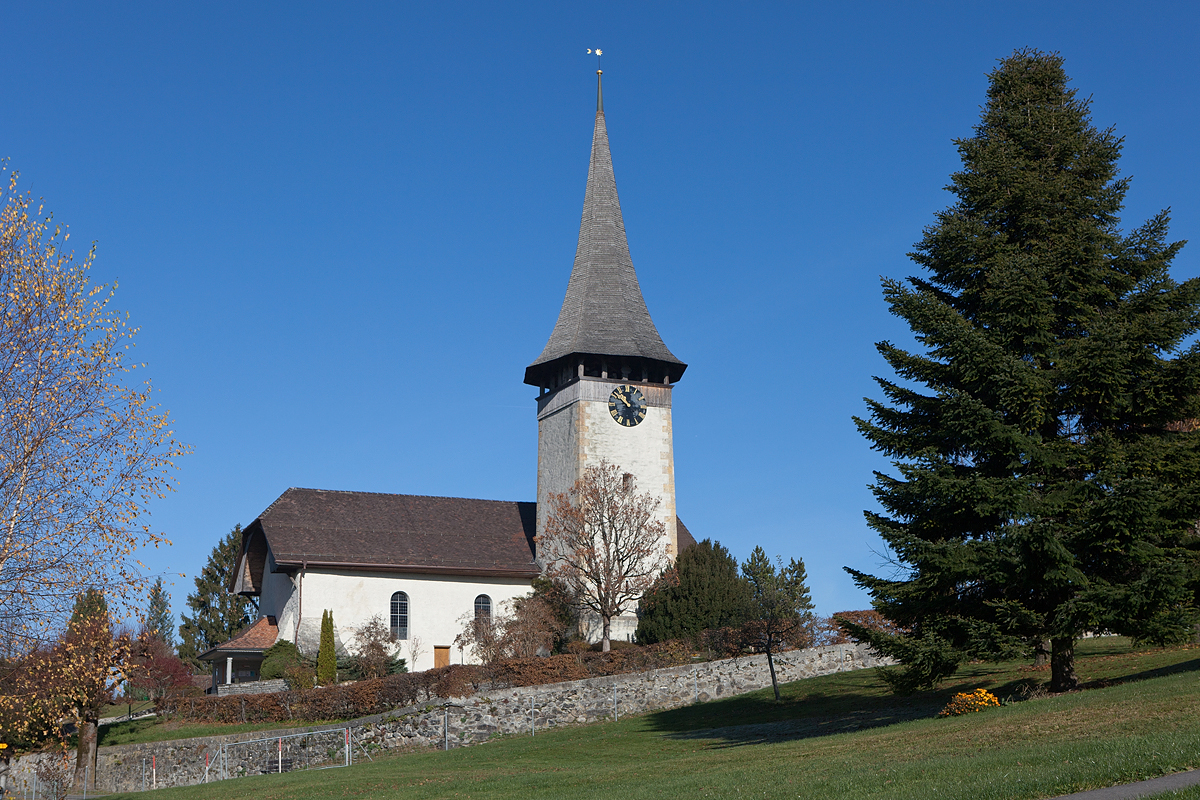
Reformovaný kostel

| Vývoj počtu obyvatel | Vývoj počtu obyvatel | Vývoj počtu obyvatel | Vývoj počtu obyvatel | Vývoj počtu obyvatel | Vývoj počtu obyvatel | Vývoj počtu obyvatel | Vývoj počtu obyvatel | Vývoj počtu obyvatel | Vývoj počtu obyvatel | Vývoj počtu obyvatel | Vývoj počtu obyvatel | Vývoj počtu obyvatel | Vývoj počtu obyvatel | Vývoj počtu obyvatel | Vývoj počtu obyvatel | Vývoj počtu obyvatel | Vývoj počtu obyvatel |
| -------------------- | -------------------- | -------------------- | -------------------- | -------------------- | -------------------- | -------------------- | -------------------- | -------------------- | -------------------- | -------------------- | -------------------- | -------------------- | -------------------- | -------------------- | -------------------- | -------------------- | -------------------- |
| Rok                  | 1764                 | 1850                 | 1860                 | 1870                 | 1880                 | 1888                 | 1900                 | 1910                 | 1920                 | 1930                 | 1941                 | 1950                 | 1960                 | 1970                 | 1980                 | 1990                 | 2000                 |
| Počet obyvatel       | 804                  | 1251                 | 1075                 | 1131                 | 1167                 | 1195                 | 1409                 | 1225                 | 1248                 | 1299                 | 1358                 | 1364                 | 1319                 | 1402                 | 1511                 | 1847                 | 2025                 |

## Turismus

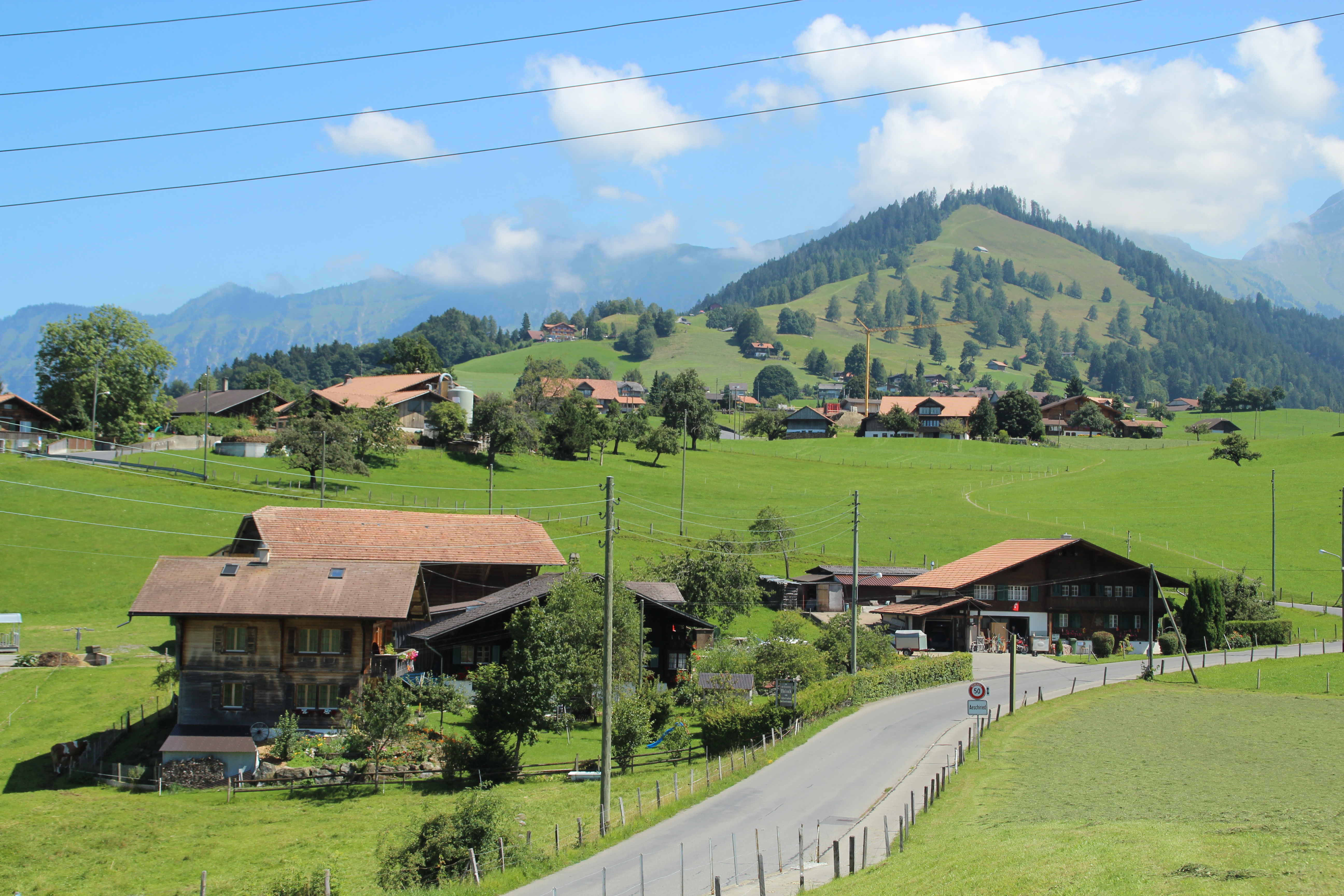
Aeschiried

Obcí prochází nebo zde začíná několik dobře značených turistických tras, z nichž většina je nenáročná, ale některé jsou velmi strmé.
Kemp ležící mezi centrem obce Aeschi a Wachthubel v nadmořské výšce asi 900 m, z toho asi polovina terasovitě, nabízí na ploše asi jednoho hektaru asi 50 trvale pronajatých a 45 turistických míst. Speciálně pro turistiku je k dispozici řada dalších ubytovacích zařízení, jako jsou hotely, penziony, penziony, prázdninové byty a pokoje pro hosty, a také asi desítka restaurací.
V zimě je v Aeschiriedu v provozu několik lyžařských vleků a běžeckých tratí, z nichž jedna je osvětlená.

## Doprava
Do Spiezu jezdí autobusové spoje přes Hondrich a přes Krattigen a také do údolí Suldtal. Nejbližší železniční stanice se nachází v Mülenenu a Spiezu a provozuje je společnost BLS AG.